# Théologie ascétique et mystique
La théologie ascétique et mystique est une discipline développée par des théologiens thomistes, notamment par le P. Garrigou-Lagrange o.p., le P. de Guibert s.j. et le P. Tanquerey p.s.s., dans les séminaires et instituts d'enseignement supérieur catholiques pendant l'entre-deux-guerres. Des chaires de théologie ascétique et mystique ont alors été créées dans les universités pontificales romaines, tandis que de nombreuses publications de théologie catholique ont associé les termes « ascétique » et « mystique » dans leur titre. Cet enseignement porte sur les auteurs et courants de spiritualité chrétienne dans l'histoire. La matière de cet enseignement a cependant d'emblée été l'objet de diverses appellations : « spiritualité », « introduction à la vie spirituelle », « histoire spirituelle » ou « théologie spirituelle ». Ces intitulés ont progressivement été préférés au nom de « théologie ascétique et mystique », tandis que l'étude de l'histoire de la spiritualité s'est poursuivie en sortant assez largement du cadre thomiste mis en place par les promoteurs d'une théologie ascétique et mystique des années 1920 et 1930.

## Objet et méthode
Selon Adolphe Tanquerey « L'objet propre de la Théologie ascétique et mystique, c'est la perfection de la vie chrétienne. » Dans sa forme, la théologie ascétique et mystique se présente comme l'étude des auteurs spirituels connus pour avoir atteint un haut degré de perfection. En ce sens cette théologie est aussi qualifiée de « science des saints », science dont il a commencé à être question dans la querelle sur le quiétisme. Elle est à ce titre l’héritière d'une tradition d'écrits de théologie ascétique dans laquelle, depuis Fénelon et son Explication des maximes des saints sur la vie intérieure publiée en 1697, on a recours à l'autorité de « saints auteurs » pour légitimer des doctrines sur la vie spirituelle. Les doctrines auxquelles reconduit la théologie ascétique et mystique sont les affirmations les plus traditionnelles de la foi, présentées dans les termes de la théologie néo-thomiste du début du XXe siècle. Elle se pose ainsi comme une tentative de mise au pas théologique d'une spiritualité alors en pleine ébullition.  

### Association des termes «ascétique» et «mystique»
L'association des termes ascétique et mystique est retenue dans le titre de diverses publications des années 1920 et 1930 pour qualifier le genre de théologie que l'on s'y propose d'enseigner. En 1919, le P. Bernardot o.p. fondait la revue La Vie spirituelle ascétique et mystique. En 1924, paraissent le premier volume de la Revue d'Ascétique et de Mystique lancée par les jésuites de Toulouse et Le Précis de Théologie ascétique et mystique du sulpicien Adolphe Tanquerey. En 1929, l'expression est de nouveau mise en avant dans Vie chrétienne et vie spirituelle. Introduction à l'étude de la théologie ascétique et mystique d'Yves-Ernest Masson. Les intitulés donnés à la matière étudiée dans ces publications ne sont pas homogènes car, autant que de « théologie ascétique et mystique », il peut aussi être question de « spiritualité », de « théologie spirituelle » ou d'« introduction à la vie spirituelle ». 
Le mot ascèse vient du grec ἄσκησις (askêsis) qui signifie exercice ou entraînement. Ainsi que le rappelle l'article « Ascétique » du Dictionnaire de Spiritualité qui comporte une section sur le rapport entre ascétique et mystique, l'emploi du mot grec άσκητικόν (ascétique) remonte aux Pères de l'Église et notamment à Basile de Césarée et ses préceptes sur la vie ascétique (les « άσκητικα »), rassemblés dans la Règle de saint Basile. Cependant ce n'est qu'au XVIIe siècle qu'il a commencé à être question de « théologie ascétique ». Cette théologie  porte sur l'ensemble des auteurs ayant traité d'exercices spirituels et des saints connus pour les avoir pratiqués. Dans la mesure où il s'agissait principalement d'une théologie de l'effort pratiqué par l'homme pour se perfectionner, la théologie ascétique était avant tout une théologie morale. Or la théologie, que divers théologiens du début du XXe siècle proposent, n'entend pas seulement porter l'attention sur la part humaine de la vie spirituelle (c'est-à-dire sur la dimension morale de la vie spirituelle), mais aussi sur ce qui y relève de l'expérience de Dieu, de sa grâce ou de son initiative. Il est question à ce sujet de « grâce infuse » ou de « contemplation infuse ». En théologie scolastique, ce qui est « infus » se dit de qui est opéré par Dieu dans un sujet passif. Parler de théologie « ascétique et mystique » c'est dès lors envisager une théologie dont l'objet s'étend de la pratique active d'exercices spirituels à l'expérience passive de Dieu dans le cadre de ces exercices. 
Outre les motifs théologique qui lui sont donnés, l'adjonction du terme mystique à celui d'ascétique a lieu dans l'immédiat après-guerre, au moment d'un engouement pour la mystique qui a touché nombre d'intellectuels tels que William James, Émile Boutroux ou Henri Bergson. Cette « vague mystique » ainsi qu'en parlait Jules Sageret, touche également le monde des religieux. Dans les séminaires, bien qu'elle soit fortement encadrée, la jeune génération semble se soucier davantage de participer à des groupes de prières qu'à toute autre activité. Dans ce contexte, selon Étienne Fouilloux, la création de chaires de « théologie ascétique et mystique » à l'Angelicum, à la Grégorienne et dans d'autres universités catholiques, confiées à des théologiens thomistes très soucieux d'orthodoxie, tels que le Père Garrigou-Lagrange ou le Père Joseph de Guibert, est aussi une réponse de l'autorité catholique à ce mouvement, pour le canaliser et en reconduire les aspirations « mystiques » à la discipline d'une « ascèse ». Le Père Jean-Miguel Garrigues estime pour sa part que cette époque est, chez les catholiques, celle d'une « réhabilitation de  la vie mystique ».

### Une théologie thomiste
La théologie ascétique et mystique a été entièrement construite par des théologiens tels qu' Adolphe Tanquerey, Garrigou-Lagrange et Joseph de Guibert dans les cadres conceptuels du thomisme qui dominait assez largement la théologie catholique du début du XXe siècle. Pour ces théologiens, il ne faisait aucun doute que saint Thomas d'Aquin était un mystique et que l'enseignement le plus autorisé en ce domaine se trouvait chez lui. Cependant il est déjà connu que le docteur angélique n'avait pas traité de mystique et que l'identification d'une mystique dans son œuvre restait soumise au problème de ce que l'on entend par ce terme. À cet égard, en 1917 le bénédictin Savinien Louismet demandait « Si un auteur aussi universel que saint Thomas d'Aquin ne distingue pas les mystiques comme une catégorie particulière, n'est-ce pas parce que, comme pour l'Aréopagite, tous les chrétiens sont de droit des mystiques ? Et s'il a passé sous silence cette chose vague, indéterminée et changeante que les modernes appellent « mysticisme », n'est-ce point parce que, à ses yeux, cette chose n'a pas d'existence réelle ? » Ce que les thomistes du début du XXe siècle ont considéré comme relevant de l'enseignement de Thomas d'Aquin sur la mystique se trouve notamment dans les questions du début de la Somme de Théologie qui portent sur la vision béatifique. Tanqueray écrit à ce sujet : « ... »[Quoi ?]
Le Père Garrigou-Lagrange a synthétisé son enseignement de théologie ascétique et mystique dans Les trois âges de la vie intérieure. Cet enseignement est principalement construit autour de l'œuvre de trois auteurs, Thomas d'Aquin, Jean de la Croix et François de Sales. Garrigou-Lagrange écrit à ce sujet « À la lumière des principes théologiques de saint Thomas, nous avons cherché à saisir ce qu'il y a de plus traditionnel dans la doctrine mystique de l'auteur de La Nuit obscure, et dans le Traité de l'amour de Dieu de saint François de Sales. »
En 1924, dans le premier numéro de la Revue d'ascétique et de mystique, Joseph de Guibert écrit à propos de la doctrine de Thomas d'Aquin sur la contemplation : « Que cette doctrine soit remarquablement charpentée et d'une superbe venue ; qu'elle mette en belle lumière les richesses spirituelles de la théologie dominicaine dans la forme définitive que lui ont donnée, aux XVIe et XVIIe siècles, les grands interprètes de saint Thomas que furent  Cajétan, Báñez et Jean de Saint-Thomas ; que la synthèse ainsi présentée groupe dans une forte et harmonieuse unité une masse considérable d'enseignements et d'expériences de la tradition spirituelle catholique, qu'elle permette de mettre en pleine valeur beaucoup des plus belles pages de nos grands contemplatifs, personne ne saurait le contester sérieusement. »

### Formation à la direction spirituelle et spiritualité des laïcs
La mise en place d'une théologie ascétique et mystique dans l'immédiat après-guerre est une façon de répondre à au besoin de spiritualité de l'époque. Elle procède de la volonté des autorités ecclésiales de former des directeurs spirituels qui pourraient ainsi mieux accompagner et encadrer la spiritualité des fidèles. Lorsqu'il définit l'objet de la théologie ascétique et mystique, le Père Garrigou-Lagrange écrit qu'elle est « une application de la théologie à la conduite des âmes. [...] Cette partie de la théologie est surtout un développement du traité de l'amour de Dieu et de celui des dons du Saint-Esprit, pour en montrer les applications, ou pour conduire les âmes à l'union divine. » Même tonalité chez Tanquerey pour qui la théologie ascétique et mystique est « entre les mains d'un sage directeur, un art véritable, qui consiste à appliquer avec tact et dévouement les principes généraux à chaque âme en particulier, l'art le plus excellent et le plus difficile de tous, ars artium regimen animarum (l'art des arts de la conduite des âmes). » Et il ajoute « Les principes et règles que nous donnerons tendront à former de bons directeurs ».
L'encadrement théologique et clérical de la spiritualité que l'on cherche ainsi à mettre en place est immédiatement débordé car, dans le même temps, ce champ d'études est considérablement développé par des auteurs, - prêtres, religieux et laïcs, - plus en prise avec les idées et les problèmes du temps, et qui s'adressent directement à ceux qui cherchent une nourriture pour leur vie spirituelle. Cette nouvelle soif spirituelle s'est d'abord forgée « au creuset de la Grande Guerre ». Thérèse de Lisieux, dont les écrits avaient été largement diffusés parmi ceux qui fréquentaient les tranchées, est emblématique des nouvelles figures de la spiritualité de ce temps. Au sortir de la guerre, sa spiritualité est popularisée auprès d'un lectorat catholique plus large notamment par Columba Marmion qui consacre aussi un livre à Charles de Foucauld. Au même moment, une abondante littérature catalyse un renouveau de la ferveur spirituelle des catholiques dans l'entre-deux-guerres. Le Christ dans nos frères (1924) de Raoul Plus, et un peu plus tard L'Espérance (1934) du Père Gustave Desbuquois, un dialogue de l'âme avec Dieu d'inspiration ignatienne, sont des succès de librairie qui ont en commun de proposer une spiritualité qui va de la contemplation à l'action. La question de la vie spirituelle occupe aussi une place centrale dans l'œuvre de nombre d'intellectuels catholiques de l'époque. Teilhard de Chardin explore le rapport entre l'esprit et la matière. Jacques Maritain publie Primauté du Spirituel en 1927. Emmanuel Mounier, héritier de Charles Péguy, fonde en 1932 la revue Esprit. Ce milieu intellectuel est ouvert sur des spiritualités non-chrétiennes notamment avec René Guénon, ami de Jacques Maritain, et dont le livre Orient et Occident (1924) avait eu une certaine audience dans les milieux catholiques.
Dans ce contexte de développement tous azimuts de la spiritualité, des divergences sur l'orientation que devraient prendre des études d'acétique et de mystique se font sentir, notamment dans la différence entre la ligne éditoriale de la Revue d'ascétique et de mystique fondée par les jésuites de Toulouse en 1924 et qui vise un public  plutôt ecclésiastique, et celle de la revue La Vie spirituelle, ascétique et mystique fondée en 1919 par Bernadot. Cette revue est elle aussi rédigée par des théologies thomistes, mais elle vise un public plus large et imprime une tendance assez différente de la recherche en spiritualité. Bernadot, qui collabore avec des théologien laïcs, notamment Gilson et Maritain, devient, selon Pierre Pierrard, « le symbole des idées nouvelles jaillie dans le catholicisme français ».

### Une théologie de l'expérience
La théologie ascétique et mystique s'est mise en place dans une époque où la mystique suscitait un fort intérêt dans le monde universitaire. Dans un contexte intellectuel dominé par un positivisme qui n'accorde de valeur qu'à ce qui peut être expérimenté, l'expérience mystique acquiert une place centrale dans les débats philosophiques et universitaires sur la religion. Dans ce contexte, la théologie mystique suscite aussi un intérêt croissant de la part des théologiens catholiques. 
Le jésuite Poulain la présente en 1901 comme une théologie de l'expérience. Mais pour un dogmaticien comme le théologien dominicain Garrigou-Lagrange une théologie uniquement empirique comme celle proposée par le Père Poulain doit être articulée à l'exposé des vérités révélées sans quoi elle conduirait à tenir leur examen pour inutile et à s'en éloigner. Il assigne donc pour but à la théologie ascétique et mystique de montrer que l'expérience spirituelle reconduit à l'exposé dogmatique de la foi catholique. Il s'agit pour lui de mettre en place, avec la théologie ascétique et mystique, une méthode inductive, qui parte de l'expérience pour remonter vers les vérités de foi. Cette approche inductive serait complémentaire d'une méthode déductive, mise en œuvre par la théologie dogmatique, et qui pour sa part, cherche à déduire les conséquences existentielles des vérités révélées. L'unité ou la cohérence des approches inductive et déductive[Quoi ?]

## Champs d'étude
Les manuels de théologie ascétique et mystique publiés au début du XXe siècle évitent d'aborder les questions qui posent problème et présentent une synthèse qui se veut en tout point conforme à l'enseignement de l'Église. Une théologie devant nécessairement être à la fois fondée bibliquement et fidèle à la tradition, l'exposé commence par citer puis proposer une remontée de toute la tradition depuis les Pères de l'Église. 
Les traités, compendiums ou manuels de théologie ascétique et mystique publiés au début du XXe siècle ont en commun de traiter des auteurs et courants spirituels chrétiens depuis les débuts de l'Église. Ils abordent successivement l'enseignement et la pratique des Pères du désert, puis des courants spirituels qualifiés d'écoles de spiritualité : l'école dominicaine, franciscaine, cartusienne, les mystique rhénans. Ils accordent ensuite une très large place aux auteurs situés, à la suite de Bremond, dans l'école française de spiritualité.
Le caractère très conventionnel de ces exposés laisse assez peu paraître le relief historique des questions soulevées par les auteurs évoqués. L'exposé d'une même foi paraît être également contenu dans toutes les parties, de sorte que l'étude des œuvres d'auteurs de toutes époques et de tous lieux paraissent devoir conduire aux mêmes conclusions théologiques.

## Remise en question et évolution de cette discipline

### Problème de l'historicité de la théologie
La première contestation de la théologie ascétique et mystique s'est fait jour sur la question de la prise en compte de l'historicité de la théologie. Ce reproche a notamment été formulé par les rédacteurs de La Vie spirituelle ascétique et mystique à l'encontre de ceux de la Revue de théologie ascétique et mystique qui dans le sillage de Garrigou-Lagrange reformulaient more geometrico les théologies de toutes époques dans les catégories de la scolastique. 

### Opposition entre scolastique et mystique
La théologie ascétique et mystique a d'emblée eu la forme d'une histoire de la spiritualité, et la poursuite des recherches historiques au sein même de cette discipline va progressivement conduire à estimer que ce qui peut être considéré comme de la mystique dans l'histoire n'est pas entièrement soluble dans le thomisme. Le problème est en premier lieu que ceux qui sont qualifiés de « mystiques médiévaux » sont pour nombre d'entre eux des commentateurs de La Théologie mystique de Denys l'Aréopagite. Or, au XIIe siècle, l'intérêt pour ce traité était précisément alimenté par la crise intellectuelle provoquée par l'émergence, à la suite d'Abélard, de la théologie comme une discipline nouvelle, fondée sur une réception de la philosophie aristotélicienne systématisée par saint Thomas d'Aquin. L'intérêt pour la Théologie mystique de Denys peut être vue précisément comme une réaction contre l'émergence de la théologie scolastique ou la recherche d'une forme de théologie alternative et opposée à la théologie scolastique. Ainsi, pour des raisons semblables à celles pour lesquelles saint Bernard qualifiait la théologie d'Abélard de « stupidologie », des auteurs tels que Thomas Gallus et Hugues de Balma ont très clairement défendu la théologie mystique contre la théologie scolastique. Selon Francis Rapp, « si les mystiques avaient été tous thomistes bon teint, les extases et les unions qu'ils croyaient y découvrir ne leur auraient sans doute inspiré qu'une réserve méfiante. » La théologie ascétique et mystique ayant été constituée au début du XXe siècle dans les catégories de la théologie scolastique, sa forme est disqualifiée par son contenu dès lors que l'on se doit d'y enseigner que la théologie mystique s'est largement construite en opposition et en réaction à la théologie scolastique.

### La théologie ascétique et mystique dans les études de spiritualité
Le mot spiritualité a été employé pour désigner l'objet de la théologie ascétique et mystique dès les premières publications ayant adopté cet intitulé. Jusqu'au début du XXe siècle, le terme spiritualité était d'un emploi assez rare. Antonyme de « matérialité », il désignait avant tout la qualité spirituelle de certains êtres. Ainsi il pouvait être question de la « spiritualité des anges » pour signifier qu'ils n'ont pas une existence matérielle. L'adjectif latin spirituales (spirituel), qui correspond au grec pneumatikos, a été employé dans d'anciennes traductions des Épîtres de Paul pour traduire le grec psychikoi (psychiques). Dans ce cas, c'est un antonyme de charnel. Cet adjectif est assez fréquent dans la littérature patristique, en particulier chez Tertullien. C'est sur cette base sémantique que le nom spiritualitas (spiritualité) apparaît au Ve siècle pour désigner la vie spirituelle dans son ensemble, mais, pris en ce sens qui correspond assez bien a l'acception moderne du terme, il reste d'un emploi assez rare en latin. Son équivalent français (d'abord écrit espirtuaulté ou esperitalité) est dans son sens le plus fréquent un antonyme de corporalité ou matérialité. Il commence à être employé au XVIIe siècle pour désigner la vie spirituelle, mais dans un sens péjoratif. Chez Constantin de Barbanson, il désigne un abus dans l'effort d'élévation spirituelle. Bossuet l'appliquait aux partisans de Madame Guyon et de Fénelon dans son combat contre le quiétisme. Spiritualité est alors synonyme de mystique, de mysticisme ou de mystiquerie. Presque absent du vocabulaire du XIXe siècle, il commence à faire l'objet de quelques emplois dans un sens positif à partir 1890, par exemple dans La Vie intérieure simplifiée de Joseph Tissot. Le premier ouvrage à faire figurer le mot dans son titre semble avoir été le Manuel de Spiritualité d'Auguste Saudreau publié en 1917. Le mot s'impose dès lors et son emploi devient très courant pour désigner la vie spirituelle dans son ensemble mais aussi, « des spiritualités ». Henri Bremond l'emploie ainsi dans son Histoire littéraire du sentiment religieux où il présente les courants  religieux comme autant d'écoles de spiritualité. Il est dès lors question des spiritualités cartusienne, franciscaine, du Carmel, de l'école française, etc., mais aussi des spiritualités d'autres religions car nombre de ces auteurs catholiques traitent également de ce qui, dans l'islam, le judaïsme, le bouddhisme ou les cultures asiatiques, s’apparente à des spiritualités. 
Les livres de théologie ascétique et mystique ont d'emblée employé le terme de spiritualité pour désigner l'objet de la discipline théologique qu'ils proposaient. Par la suite, les intitulés « spiritualité », « théologie spirituelle » et « vie spirituelle » ont, progressivement et sans rupture, éclipsé celui de « théologie ascétique et mystique ». Les termes « ascétique et mystique » restent présents dans le titre complet du Dictionnaire de Spiritualité dont la publication des dix-sept volumes s'est échelonnée entre 1935 et 1995. En 1957, Gustave Thils a publié La Sainteté chrétienne. Précis de théologie ascétique et mystique. Une version complètement refondue de ce traité est publiée en 1982 sous le titre Existence et sainteté en Jésus-Christ. En 1960 paraît Introduction à la vie spirituelle de Louis Bouyer avec là aussi le sous-titre : Précis de théologie ascétique et mystique, mais ce sous-titre ne figure plus en couverture de la réédition de 2008. Un ouvrage sur la spiritualité orthodoxe, correspondant à un cours donné en 1947 à Bucarest a été traduit et publié en 2011 sous le titre Théologie ascétique et mystique de l'Église orthodoxe.